# Guizygiella melanocrania
Guizygiella melanocrania is een spinnensoort in de taxonomische indeling van de strekspinnen.
Het dier behoort tot het geslacht Guizygiella. De wetenschappelijke naam van de soort werd voor het eerst geldig gepubliceerd in 1887 door Thorell.